# Amaurobius tulare
Amaurobius tulare là một loài nhện trong họ Amaurobiidae.
Loài này thuộc chi Amaurobius. Amaurobius tulare được miêu tả năm 1972 bởi Leech.